# Kecamatan Mutiara
Kecamatan Mutiara (indonesiska: Mutiara) är ett distrikt i Indonesien.   Det ligger i provinsen Aceh, i den västra delen av landet, 1 800 km nordväst om huvudstaden Jakarta.